# Чугуевский 11-й уланский полк
11-й уланский Чугуевский Её Величества Государыни Императрицы Марии Феодоровны полк — армейский кавалерийский полк (воинская часть) ВС России.
Старшинство армейского конного формирования — с 21 июля 1749 года, а свою историю формирование ведёт с 1639 года, с момента основания  острога Чугуев (см. изображение нагрудного полкового знака). Полковой праздник — 1 октября, Покров Пресвятой Богородицы. За свою историю Чугуевский регулярный полк имел различные наименования (см. раздел История).

## История

### В Русской армии
Воинская часть сформирована 21 июля 1749 года из 5-сотенной команды сведенцев, состоящей из трёх поселённых казачьих (из городовых казаков, проживавших в Чугуеве, Орле, Курске) и двух калмыцких рот, как Чугуевский конный казачий полк (Чугуевский казачий регулярный полк, Чугуевский казачий полк).
Две сотни чугуевцев, в составе отряда генерал-майора А. В. Суворова, разгромили, в 1771 году, польских бунтовщиков в сражении под Лянцкороной.
12 августа 1787 года, во время 2-й турецкой войны, переименован в Екатеринославский конный казачий полк.
- 23.06.1789 — переформирован в 6-сотенный состав и наименован Чугуевским конным казачьим полком[4].
- 16.04.1793 — 1-й, 2-й и 3-й Чугуевские казачьи полки[10][11], при императоре Павле I получили знамёна[12].
- 31.10.1798 — Чугуевский казачий генерал-майора Лесли полк (Выс. пр.).
- 11.11.1798 — Чугуевский казачий генерал-майора Неклюдова полк (Выс. пр.).
- 23.06.1789 — из Чугуевской легко-конной команды сформирован для князя Потемкина Конвойный конный казачий полк в составе 6 эскадронов (Висковатов, IV)
- 09.01.1798 — приведен в 10-эскадронный состав.
- 31.10.1798 — Чугуевский казачий генерал-лейтенанта Горича полк (Выс. пр.).
- 03.12.1799 — Чугуевский казачий генерал-майора Синицына полк (Выс. пр.).
- 06.03.1800 — оба полка соединены в один — Чугуевский казачий генерал-майора Синицына полк (ПСЗ, XXVI, 19313)
- 27.09.1800 — Чугуевский казачий полковника Гладкова полк. Приведен в состав 10 эскадронов (Выс. пр.).
- 29.03.1801 — Чугуевский казачий полк (ПСЗ, XXVI, 19809).
- 23.06.1803 — Чугуевский казачий регулярный полк (ПСЗ, XXVII, 20811)
- 18.08.1808 наименован как Чугуевский уланский полк[13], и принял участие в войне с Турцией в период 1808 — 1810 годов.

Во время Отечественной войны полк состоял в 3-й армии (Тормасова) и прикрывал наши границы от покушений австрийцев, 27 декабря 1812 года он был приведён в состав 6 действующих и одного резервного эскадронов.
- 19.12.1817 — полк размещен в городе Чугуев и Чугуевском уезде. Полк приведен в состав 6 действующих, трёх резервных и трёх поселенных эскадронов (ПСЗ, XXXIV, 27190-27192)
- 1819 — в полку произошло восстание, направленное против порядков в военных поселениях и непомерных податей.
- 05.05.1827 — резервные эскадроны составлены из строевых нижних чинов и кантонистов. Поселенцы собраны в поселенные эскадроны отдельно от резервных (Хрон. таблицы 1866 г.)
- 20.12.1828 — на гербы и пуговицы присвоен № 6 (2ПСЗ, III, 2534).
- 21.03.1832 — полковое управление разделено на две части: 6 действующих и три резервных эскадрона составили полк, а поселенные эскадроны выделены в ведение особого начальника и названы 6-м кавалерийским округом Украинского военного поселения (2ПСЗ, VII, 5341)
- 21.03.1833 — полк приведен в состав 8 действующих и одного резервного эскадронов, в составе 1-й бригады 1-й уланской дивизии. На гербы и пуговицы присвоен № 16 (2ПСЗ, VIII, 6065).
- 30.08.1834 — повелено иметь для полка в запасных войсках запасный полуэскадрон № 34-й (пр. в.м. № 105).
- 23.03.1835 — полк приведен в состав 6 действующих и одного резервного эскадронов. 7-й эскадрон переименован в резервный эскадрон Сибирского уланского полка, 8-й эскадрон — переименован в резервный эскадрон гусарского Его Величества Короля Виртембергского полка (пр. в. м. № 38)
- 04.04.1836 — запасному эскадрону присвоен № 30-й (пр. в.м. № 44).
- 08.08.1836 — в 6-м кавалерийском округе Украинского военного поселения учреждены и приписаны к полку 2 эскадрона кантонистов, для доставления возможности комплектоваться хорошо обученными унтер-офицерами (2ПСЗ, XI, 9055).
- 31.12.1851 — к полку присоединены 1-й и 2-й эскадроны расформированного Сибирского уланского полка, ставшие 7-м и 8-м эскадронами.
- 25.03.1864 — 11-й уланский Чугуевский полк.
- 20.05.1868 — 11-й уланский Чугуевский Её Императорского Высочества Государыни Цесаревны великой княгини Марии Федоровны полк.
- 27.07.1875 — резервный эскадрон переименован в запасный эскадрон (пр. по в.в. № 202).
- 16.12.1876 — состав полка: 7 штаб-офицеров, 20 обер-офицеров, 64 унтер-офицера, 17 музыкантов, 512 нижних чинов, 593 строевых лошади.
- 01.03.1878 — состав полка: 6 штаб-офицеров, 35 обер-офицеров, 64 унтер-офицера, 18 музыкантов, 470 нижних чинов, 552 строевых лошади.
- 02.03.1881 — 11-й уланский Чугуевский Её Величества полк (Выс. пр.).
- 18.08.1882 — 32-й драгунский Чугуевский Её Величества полк (Выс. пр.).
- 11.08.1883 — полк приведен в состав 6 эскадронов. Запасный эскадрон обращен в отделение кадра № 11 кавалерийского запаса (пр. по в.в. № 197)
- 16.07.1891 — выделен один эскадрон на формирование 48-го драгунского Украинского полка. Взамен сформирован новый эскадрон (Выс. пр. от 16.07.1891 и 12.12.1891).

- 02.11.1894 — 32-й драгунский Чугуевский Её Величества Государыни Императрицы Марии Федоровны полк (Выс. пр.).
- 06.12.1907 − 11-й уланский Чугуевский Её Величества Государыни Императрицы Марии Федоровны полк (Выс. пр.).
- ??.??.1918 — в связи с демобилизацией русской армии полк расформирован.

### В Белом движении
Во время гражданской войны возрождён в Добровольческой и Донской армиях. Эскадрон полка был сформирован в декабре 1918 года в составе Сводно-кавалерийского полка Добровольческой армии Одесского района (с 1 мая 1919 года преобразованного в 3-й конный полк). Сформированный в Донской армии собственный полк в конце сентября 1919 года включен в её Сводную кавалерийскую дивизию. С 16 апреля 1920 года эскадрон полка входил во 2-й кавалерийский полк.

## Боевые походы
- 1877-78 — русско-турецкая война:
- 02.11.1876 — в полку получен приказ о выступлении, инструкции и маршрут движения полка
- 08.11.1876 — полк выступил из Дубно в Здолбунов для посадки в вагоны. Полк вернулся с середины пути в Дубно, где в ночь с
- 8-9.11.1876 проведена посадка в вагоны
- 18.11.1876 — полк прибыл в Дубоссары
- [середина]03.1877 г. — перешел в Тирасполь
- 05.04.1877 — прибыл в Кишинёв
- 12.04.1877 — выступил в Леово
- 16.04.1877 — полк прибыл в Леово
- 21.04.1877 — переправился через. р. Прут у Фальчи.
- 24.04.1877 — прибыл в Оанчи
- 27.04.1877 — прибыл в Галац, где отдыхал до 1.05.1877 г.
- ??.05.1877 — переправился через р. Серет
- 05.05.1877 — во время рекогносцировки майора Зандера 1-го, участвовал в стычке с противником у с. Бертешты. Понес первые потери — ранен унтер-офицер
- ??.05.1877 — прибыл в Слободзею
- 09.05.1877 — прибыл в Обилешти-Нау
- 04.06.1877 — выступил из …
- 07.06.1877 — занял сторожевой цепью местность от г. Муржева до р. Веде. Дислоцирован в предместье г. Браилова.
- 09.06.1877 — прибыл в г. Бертешты. Производил рекогносцировки по берегу Дуная до 26.05.1877 г.
- 27.05.1877 — выступил к Зимнице, по дороге в с. Бригадир соединился с 11-м драг. Рижским полком.
- 30.05.1877 — прибыл в Зимницу
- 01.06.1877 — перешел Дунай у Зимницы в составе 5 эскадронов и расположился в с. Царевичи; 3-й эскадрон оставлен для охраны Имп. квартиры.
- ??.06.1877 — встал лагерем впереди с. Гибель.
- ??.06.1877 — выступил к с. Царевичи, но в с. Павлово был возвращен назад в с. Гибель
- 07.06.1877 — переправился через. р. Янтру у с. Трембаны.
- 09.06.1877 — переправился через р. Янтру в обратном направлении; прибыл в с. Чаиркой, где к полку присоединился 3-й эскадрон.
- 10.06.1877 — выступил из Чаиркоя.
- ??.06.1877 — прибыл в с. Сарак-Булгарский
- ??.06.1877 — занял позиции западнее с. Пелишаты у креп. Плевны; вел разведку в направлении креп. Плевны.
- 17.06.1877 — прибыл в с. Порадим.
- 02.07.1877 — участвовал в сражении под Плевной
- 25.07.1877 — На аванпосты 4-го эскадрона у Гривицы напали 2 сотни черкес, в результате боя холодным оружием, черкесы бежали, оставив 80 убитых; 4-й эскадрон потерял 2 рядовых убитыми. Полк выступил в Горный Студень.
- 03.08.1877 — выступил из Горного Студня в Чаиркиой. 1-й и 3-й эскадроны занимали сторожевую цепь от Тюлобелитера до Кадыкиой и поддерживали связь с войсками 11-го и 13-го корпусов, 2-й эскадрон встал у с. Мазурская.
- 15.08.1877 — полк собрался в Чаиркиое.
- 24.08.1877 — 1-й дивизион выступил в Кавачицу для усиления 13-го армейского корпуса.
- 26.08.1877 — полк соединился в Кавачице
- 26.08.1877 — 2 эскадрона участвовали в деле при д. Кавачицы
- 31.08.1877 — один дивизион, находясь в составе отряда генерал-майора князя Манвелова участвовал в деле при д. Водицы
- 05.09.1877 — участвовал в деле при д. Осиково
- 13.11.1877 — участвовал в преследовании противника от Этрополя и в деле у д. Ковачицы
- 24.11.1877 — участвовал в деле у Поломарцы и Ковачицы.
- 22.01.1878 — участвовал в деле при Городище (близ Шумлы).

## Шефы
Шефы или почётные командиры полка (представлены не все):
- 06.03.1800 — 27.09.1800 — генерал-майор Синицын, Фёдор Данилович
- 27.09.1800 — 20.02.1805 — полковник (с 05.11.1800 генерал-майор) Гладков, Иван Васильевич[15]
- 20.02.1805 — 06.01.1808 — полковник (с 24.05.1807 генерал-майор) Бедряга, Григорий Васильевич
- 06.01.1808 — 01.09.1814 — генерал-майор (с 30.08.1814 генерал-лейтенант) Лисаневич, Григорий Иванович[16]
- 13.09.1832 — 03.03.1858 — генерал-лейтенант (с 06.12.1833 генерал от кавалерии) (с 19.09.1847 граф) Никитин, Алексей Петрович

## Командиры
Командиры полка (представлены не все):
- 02.10.1800 — 16.09.1801 — полковник Борщов, Михаил Андреевич
- 16.09.1801 — 06.06.1803 — полковник Чемесов, Николай Евграфович
- 26.10.1803 — 12.12.1807 — полковник Вукотич, Матвей Семёнович
- 14.05.1808 — 26.01.1810[17] — полковник Мясоедов, Василий Саввич
- 24.05.1810 — 25.10.1810[18] — полковник Иванов, Евдоким Дмитриевич
- 03.02.1811 — 30.12.1815 — полковник Александров, Иван Яковлевич
- 30.12.1815 — 12.01.1816 — полковник Коровкин, Арсений Ермолаевич
- 12.01.1816 — 30.08.1816 — полковник Александров, Иван Яковлевич
- 30.08.1816 — 02.06.1818 — полковник Панов, Иван Герасимович
- 02.06.1818 — 06.12.1834 — подполковник (с 09.05.1826 полковник) Изюмов, Николай Григорьевич
- 19.01.1835 — 07.08.1838 — полковник Мазуркевич, Игнатий Осипович[19]
- 06.12.1838 — 31.12.1844 — полковник Яфимович, Александр Матвеевич[19]
- 31.12.1844 — 13.05.1858 — подполковник (с 31.12.1845 полковник, с 11.04.1854 генерал-майор) Башкирцев, Павел Григорьевич
- 13.05.1858 — 01.01.1864 — полковник Ягмин, Юлиан Иванович
- 11.01.1864 — 27.03.1866 — флигель-адъютант полковник князь Манвелов, Александр Николаевич[20]
- 27.03.1866 — хх.хх.1867 — полковник Витте, Николай Карлович
- хх.хх.1867 — 17.11.1872 — полковник Дубленко, Константин Никитич
- 17.11.1872 — 14.02.1878 — полковник Рейсиг (Рейсиг, Рейссиг), Александр Карлович (1820—1885)
- 14.02.1878 — 31.10.1881 — полковник Сукни (Сукин), Фридрих Фридрихович (1823 г. р.)
- 31.10.1881 — 19.11.1890 — полковник (с 05.11.1890 генерал-майор) Богушевич, Александр Лукич (Лукьянович) (1832 г. р.)
- 19.11.1890 — 03.06.1896 — полковник (с 14.05.1896 генерал-майор) Амбразанцев, Александр Сергеевич
- 10.06.1896 — 03.07.1902 — полковник Голубков, Евгений Петрович
- 12.07.1902 — 14.01.1905 — полковник Фурдуев, Александр Павлович
- 14.01.1905 — 24.12.1908 — полковник Белогрудов, Василий Иванович
- 24.12.1908 — 02.04.1910 — полковник Санников, Александр Сергеевич
- 02.04.1910 — 10.01.1913 — полковник (с 22.07.1912 генерал-майор) Розалион-Сошальский, Георгий Петрович
- 23.01.1913 — 15.01.1916 — полковник Резников, Василий Саввич
- 15.02.1916 — 19.02.1917 — полковник Де-Витте, Николай Николаевич
- 13.03.1917 — хх.хх.хххх — полковник Опатович, Андрей Павлович

## Полковая церковь
Походная (при полку) церковь существует с начала XIX столетия. Церковь эта сопутствовала полку в походах: 1) в Отечественную войну в 1812 году, 2) в Турецкую войну в 1877—1878 годов. Со времени стоянки в г. Дубно (с 1905 года) 11-й уланский Чугуевский полк своего помещения под церковь не имеет, а пользуется церковью 41-го пехотного Селенгинского полка. В полковой походной церкви имелись следующие предметы, достойные внимания: 1) образ (складень) Покрова Божией Матери с надписью: «Пожалован Государынею Великой Княгиней Цесаревною 11-му улан. Чугуевскому Её Императорского Высочества полку; 1 октября 1869 года». 2-3) Св. Евангелие, в лист, печати 1791 года и Евангелие (малое) печати 1751 года; последнее подарено полку сыном полковника Булацеля в 1757 году, апреля 25 дня. По штату при полковой церкви положен: один священник.
Согласно воспоминаниям ротмистра Добровольского, полк имел свою полковую песню, в которой отражены все основные сражения. В песне упоминается про создание полковой церкви.
Вспомним песню, что сложили
Мы про прежнее бытье,
Как Чугуевцы служили,
Про их бранное житье!
Как Остренин смирил город
По указу от Царя (1638),
Казаки несли сторожу
На Донце от ворога.
Михаил—Наш Царь Романов
Повелел воздвигнуть храм (1641).
Поселив лихих казаков
По татарским он саклям...

## Галерея — памятники в Болгарии
- Надгробие 2 нижних чинов 11-го Чугуевского уланского полка, погибших в бою с черкесами у села Гривица 25 июля 1877 года. Надгробие находится в районе Виненски Баир, к северу от села Згалево, Болгария.
- Надпись на камне: «Здесь покоятся два нижних чина Уланского Чугуевского полка убитые 25 июля 1877 года под Плевно»